# Джек (павіан)
Джек (помер. 1890) — ведмежий павіан, який жив у Південній Африці і прославився як помічник залізничного сигнальника-інваліда.
Джек був вихованцем і помічником сигнальника «Стрибуна» Джеймса Едвіна Вайда, у якого були ампутовані обидві ноги. Службовець працював на Кейптаунській державній залізничній гілці спочатку охоронцем, а потім сигнальником. Джеймс Вайд був відомий своїми стрибками між вагонами, за що і отримав своє прізвисько. Але одного разу після невдалого стрибка від потрапив під колеса потяга і втратив обидві ноги (згідно з іншим джерелом, йому ампутували одну ногу). Для продовження виконання своїх обов'язків Вайд спочатку змайстрував собі протези із дерев'яних кілочків та невеличкий візочок, за допомогою яких він міг пересуватися і продовжувати виконувати свої робочі обов'язки, хоча він був доволі обмеженим, щоб виконувати їх добре. Згодом на місцевому базарі він побачив бабуїна, який вів бичачого візочка. Пізніше Джеймс поспілкувався із власником, який продемонстрував, який кмітливий примат. Невдовзі сигнальник переконався, що бабуїн може добре йому служити. Він благав власника віддати йому бабуїна. Той не дуже хотів відмовлятися від вихованця, але пошкодував чоловіка-каліку. Незабаром бабуїн під керівництвом Джека дійсно багато чому навчився: він підносив йому воду, прибирався в його кімнаті, став штовхати його інвалідний візок. Стаючи розумнішим, незабаром павіан навчився навіть переводити стрілки для зміни руху поїздів і керувати залізничним семафором.
Після того, як пасажири почали повідомляти, що на станції Ейтенхахе біля Порт-Елізабет залізничним семафором управляє бабуїн, адміністрацією залізниці було розпочато офіційне розслідування того, що відбувається.
Зрештою, попри скептичне ставлення, залізничне управління вирішило офіційно прийняти Джека на роботу, після того як спеціальною комісією була перевірена його компетентність у виконанні ним посадових обов'язків. Бабуїну було призначено щоденну платню у розмірі двадцяти центів, а щотижня належало понад те півпляшки пива. Неодноразово повідомлялося, що за дев'ять років його роботи на залізниці Джек жодного разу не припустився помилки.
Після дев'яти років служби Джек помер від туберкульозу в 1890 році, після чого Джеймс сильно сумував про смерть друга. Його череп перебуває в колекції музею Олбані в Грехемстауні. В будівлі старої станції Ейтенхахе виставлені фотографії Джека.